# Мульти-Росія
«Мульти-Росія» (рос. Мульти-Россия) (друга офіційна назва «Ми живемо в Росії») — цикл мультиплікаційних роликів про різні регіони, міста та народності Росії. Є спільним некомерційним проектом продюсерської компанії «Аероплан» та студії «Пілот». Робота над цим серіалом було розпочато у 2006 році; загалом планувалося створення понад 100 мініатюр, що становлять неформальну відео-енциклопедію Росії.
Хронометраж кожного фільму – 1 хвилина.

## Творча команда
- Автори сценарію – Олександр Татарський, Валентин Телегін, Георгій Васильєв, Дар'я Моргунова, Павло Шведов.
- Художній керівник - Олександр Татарський (2006-2007), Едуард Назаров (з 2007).
- Художник-постановник – Валентин Телегін.
- Режисери – Степан Бірюков, Олексій Почівалов, Сергій Мерінов.
- Композитори – Лев Землинський, В'ячеслав Одоховський, Олена Симонова.
- Текст читає народний артист Росії Дмитро Назаров.
- Продюсери – Георгій Васильєв, Костянтин Тарасов.
- Директор – Ігор Гелашвілі.

## Фінансування
Фільми проекту «Мульти-Росія» виробляються за фінансової участі Федерального агентства Росії з друку та масових комунікацій, яке забезпечує першу частину для виробництва кожного фільму. Другу частину необхідних виробництва фільмів коштів забезпечують регіони — як державні, і комерційні структури, а деяких випадках інвесторами виступають навіть приватні особи.

## Композиційні та стилістичні особливості
Кожен фільм присвячений одному російському регіону. Відомості, викладені у фільмі, стосуються географії, економіки, історії, культури регіонів. Усі фільми об'єднані образом ведучого: це пластиліновий Ведмідь-краєзнавець, образ якого було запропоновано Олександром Татарським. Ведмідь у кожному фільмі одягає кілька різних костюмів, які представляють різні народності чи професії, значущі для регіону.

## Історія проекта
Виробництво фільмів із циклу «Мульті-Росія» розпочалося у серпні 2006 року.
На першому етапі було зроблено 5 фільмів, у сезоні 2007—2008 року додалося ще 20 серій, до літа 2009 року було заплановано вихід нових 15 фільмів. Велика прем'єра в ефірі загальноросійського Першого каналу відбулася у День народної єдності, 4 листопада 2007 року. Згодом фільми демонструвалися також телеканалами «Культура», «Бібігон», а також супутниковими та регіональними телеканалами.

## Нагороди
- 2007 - XIV МКФ «Крок» у категорії «Прикладна та рекомендована анімація» Диплом «За іронічний патріотизм» фільму «Мульти-Росія».
- 2009 - Гран-прі Першого міжнародного конкурсу проектів з просування територій «Золотий кулик».